# DDR-Fußball-Oberliga 1966/67
Die DDR-Oberliga 1966/67 war die 18. Auflage der höchsten Spielklasse der DDR. Meister wurde zum ersten Mal der FC Karl-Marx-Stadt. Die Saison begann am 6. August 1966 und endete am 13. Mai 1967.

## Saisonverlauf
Die Meisterschaft des FC Karl-Marx-Stadt war ähnlich überraschend wie der Titelgewinn von Chemie Leipzig drei Jahre zuvor. Karl-Marx-Stadt war erst 1962 wieder in die Oberliga aufgestiegen und hatte seitdem als beste Platzierung den vierten Rang 1964 erreicht. Im Endeffekt sollte es der einzige große Titel für die Mannschaft sein, drei Jahre später stieg sie sogar wieder aus der Oberliga ab.
In der Saison 1966/67 allerdings dominierte der FCK die Oberliga und stand bereits zwei Spieltage vor Schluss als Meister fest. Am Ende hatte der Tabellenzweite Lokomotive Leipzig sieben Punkte Rückstand – das letzte Mal war Vorwärts Berlin 1960 mit einem ähnlich großen Vorsprung (neun Punkte) Meister geworden. Die Karl-Marx-Städter belegten ab dem siebten Spieltag durchgängig die Tabellenspitze. Für den Verfolger Leipzig war der zweite Platz ebenfalls die beste Platzierung in der Oberliga, nachdem man in den Vorjahren zweimal Dritter und einmal Vierter geworden war. Hinter dem FCK und Lok lagen die Mannschaften sehr dicht beieinander. So hatte der Tabellendritte Motor Zwickau nur zwei Punkte mehr als der Tabellenzwölfte (!) Chemie Leipzig.
Die gute Platzierung Zwickaus war das letzte Mal in der Geschichte der Oberliga, dass sich eine Betriebssportgemeinschaft unter den ersten drei Mannschaften im DDR-Fußball befand, bis 1991 sollte die Liga dann von den Fußballclubs (inklusive Dynamo Dresden) dominiert werden. Zu den Absteigern zählte mit dem BFC Dynamo allerdings auch einer der 1965/66 gegründeten Schwerpunktclubs. Die Berliner begleiteten den Vorjahresaufsteiger Wismut Gera in die DDR-Liga. Auch hier stand die Entscheidung frühzeitig fest. Der zweite Aufsteiger Union Berlin dagegen überraschte positiv und wurde am Ende Sechster – noch vor dem Rekordmeister, Titelverteidiger und Stadtrivalen Vorwärts.

## Abschlusstabelle
| Pl. | Verein                   | Sp. | S  | U | N  | Tore    | Diff. | Punkte |
| --- | ------------------------ | --- | -- | - | -- | ------- | ----- | ------ |
| 1.  | FC Karl-Marx-Stadt       | 26  | 14 | 9 | 3  | 039:230 | +16   | 37:15  |
| 2.  | 1. FC Lokomotive Leipzig | 26  | 14 | 2 | 10 | 039:320 | +7    | 30:22  |
| 3.  | BSG Motor Zwickau        | 26  | 9  | 9 | 8  | 041:260 | +15   | 27:25  |
| 4.  | SG Dynamo Dresden        | 26  | 11 | 5 | 10 | 035:310 | +4    | 27:25  |
| 5.  | FC Carl Zeiss Jena       | 26  | 11 | 5 | 10 | 031:290 | +2    | 27:25  |
| 6.  | 1. FC Union Berlin (N)   | 26  | 9  | 9 | 8  | 033:350 | −2    | 27:25  |
| 7.  | BSG Lokomotive Stendal   | 26  | 11 | 5 | 10 | 039:440 | −5    | 27:25  |
| 8.  | FC Vorwärts Berlin (M)   | 26  | 10 | 6 | 10 | 043:340 | +9    | 26:26  |
| 9.  | BSG Wismut Aue           | 26  | 11 | 4 | 11 | 045:430 | +2    | 26:26  |
| 10. | FC Hansa Rostock         | 26  | 9  | 8 | 9  | 027:270 | ±0    | 26:26  |
| 11. | Hallescher FC Chemie     | 26  | 11 | 4 | 11 | 038:410 | −3    | 26:26  |
| 12. | BSG Chemie Leipzig (P)   | 26  | 9  | 7 | 10 | 035:380 | −3    | 25:27  |
| 13. | Berliner FC Dynamo       | 26  | 6  | 9 | 11 | 028:400 | −12   | 21:31  |
| 14. | BSG Wismut Gera (N)      | 26  | 4  | 4 | 18 | 027:570 | −30   | 12:40  |

| (M) | Meister der letzten Saison     |
| (P) | Pokalsieger der letzten Saison |
| (N) | Aufsteiger der letzten Saison  |

| Aufsteiger aus der DDR-Liga 1966/67: 1. FC Magdeburg, FC Rot-Weiß Erfurt |

## Kreuztabelle

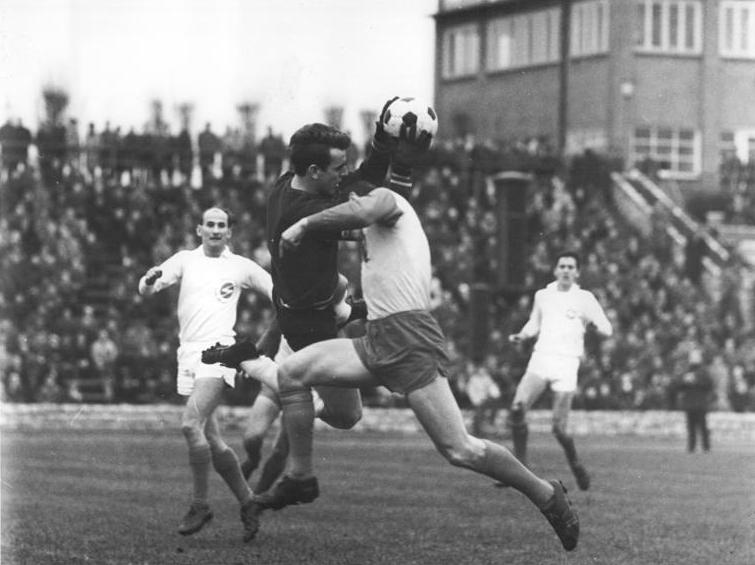
Jürgen Croy (Mitte; hier gegen Jürgen Großheim vom FC Vorwärts) wurde mit Motor Zwickau Meisterschaftsdritter und Pokalsieger.

| 1966/67 | 1966/67                  | FC Karl-Marx-Stadt |     | BSG Motor Zwickau | SG Dynamo Dresden | FC Carl Zeiss Jena | 1. FC Union Berlin | BSG Lokomotive Stendal | FC Vorwärts Berlin | BSG Wismut Aue | F.C. Hansa Rostock | Hallescher FC Chemie | BSG Chemie Leipzig | Berliner FC Dynamo | BSG Wismut Gera |
| 1.      | FC Karl-Marx-Stadt       |                    | 2:0 | 2:1               | 4:1               | 2:2                | 2:2                | 2:0                    | 3:2                | 1:0            | 2:0                | 3:1                  | 1:1                | 1:0                | 2:1             |
| 2.      | 1. FC Lokomotive Leipzig | 0:2                |     | 1:0               | 2:1               | 3:1                | 0:3                | 3:1                    | 4:2                | 2:1            | 1:0                | 2:0                  | 3:0                | 3:0                | 4:2             |
| 3.      | BSG Motor Zwickau        | 1:1                | 1:1 |                   | 1:1               | 2:0                | 5:0                | 6:2                    | 2:1                | 2:1            | 0:0                | 4:0                  | 2:3                | 2:0                | 3:1             |
| 4.      | SG Dynamo Dresden        | 0:1                | 0:1 | 0:0               |                   | 1:0                | 1:1                | 3:0                    | 0:3                | 6:1            | 0:0                | 2:1                  | 3:2                | 2:0                | 6:1             |
| 5.      | FC Carl Zeiss Jena       | 0:0                | 2:1 | 1:0               | 0:1               |                    | 5:0                | 3:1                    | 2:1                | 0:1            | 1:0                | 0:0                  | 2:0                | 1:3                | 1:1             |
| 6.      | 1. FC Union Berlin       | 1:2                | 1:0 | 3:0               | 2:2               | 1:1                |                    | 3:1                    | 0:0                | 0:3            | 3:0                | 0:0                  | 0:3                | 3:0                | 1:0             |
| 7.      | BSG Lokomotive Stendal   | 2:0                | 2:2 | 1:0               | 2:0               | 1:0                | 2:2                |                        | 3:2                | 2:1            | 1:0                | 0:2                  | 4:1                | 2:0                | 5:0             |
| 8.      | FC Vorwärts Berlin       | 3:1                | 2:0 | 0:0               | 0:1               | 0:1                | 1:0                | 3:0                    |                    | 2:2            | 2:1                | 5:1                  | 0:0                | 1:1                | 5:1             |
| 9.      | BSG Wismut Aue           | 2:2                | 3:0 | 2:2               | 2:1               | 0:1                | 2:1                | 2:0                    | 3:0                |                | 1:0                | 4:3                  | 1:0                | 1:1                | 0:1             |
| 10.     | FC Hansa Rostock         | 0:1                | 1:0 | 1:1               | 1:0               | 2:0                | 1:1                | 1:1                    | 2:1                | 2:1            |                    | 4:2                  | 1:1                | 0:0                | 2:0             |
| 11.     | Hallescher FC Chemie     | 0:0                | 3:0 | 0:4               | 1:2               | 2:1                | 2:1                | 2:2                    | 2:0                | 5:2            | 2:1                |                      | 3:1                | 1:2                | 2:0             |
| 12.     | BSG Chemie Leipzig       | 2:1                | 0:2 | 1:0               | 2:0               | 2:3                | 1:1                | 3:0                    | 0:2                | 3:2            | 3:3                | 1:0                  |                    | 1:1                | 3:1             |
| 13.     | Berliner FC Dynamo       | 1:1                | 0:3 | 0:2               | 0:1               | 3:1                | 1:2                | 2:2                    | 1:1                | 4:3            | 0:1                | 0:1                  | 2:1                |                    | 2:1             |
| 14.     | BSG Wismut Gera          | 0:0                | 2:1 | 1:0               | 3:0               | 1:2                | 0:1                | 1:2                    | 3:4                | 2:4            | 2:3                | 0:2                  | 0:0                | 2:2                |                 |

## Statistik

### Die Meistermannschaft
| FC Karl-Marx-Stadt |
| --- |
| Manfred Hambeck (26 Spiele / Tore -) Fritz Feister (26/-) Claus Rüdrich (18/-), Albrecht Müller (26/1), Peter Müller (24/-) Joachim Posselt (26/4), Rolf Steinmann (23/10), Dieter Erler (21/5) Eberhard Schuster (26/7), Manfred Lienemann (21/7), Eberhard Vogel (25/5) Trainer: Horst Scherbaum |
| außerdem: Claus Kreul (9/-), Friedrich Hüttner (7/-), Manfred Matyschik (6/-), Hans-Heinrich Wolf (2/-), Volker Benes (1/-) |

### Tore
In den 182 Punktspielen fielen 500 Tore, im Schnitt 2,75 pro Spiel. Die höchsten Siege mit jeweils fünf Toren Unterschied gelangen zwei Mal Dresden mit 6:1 (gegen Aue am 14. und Gera am 25. Spieltag) sowie Jena (gegen Union am 4. Spieltag), Stendal (gegen Gera am 23. Spieltag) und Zwickau (gegen Union am 25. Spieltag) mit 5:0. Die torreichste Begegnung war das Spiel zwischen Zwickau und Stendal am 6. Spieltag, welches mit 6:2 Toren endete. Hartmut Rentzsch von der BSG Motor Zwickau wurde zum ersten Mal Torschützenkönig der Oberliga. Unter den fünf besten Schützen befanden sich auch die Torschützenkönige der Vorjahre (Frenzel, Bauchspieß und Backhaus).
|    | Spieler          | Mannschaft               | Tore |
| -- | ---------------- | ------------------------ | ---- |
| 1. | Hartmut Rentzsch | BSG Motor Zwickau        | 17   |
| 2. | Bernd Bauchspieß | BSG Chemie Leipzig       | 14   |
| 2. | Ernst Einsiedel  | BSG Wismut Aue           | 14   |
| 4. | Gerd Backhaus    | BSG Lokomotive Stendal   | 13   |
| 4. | Henning Frenzel  | 1. FC Lokomotive Leipzig | 13   |

### Zuschauer
Insgesamt sahen 1.832.000 Zuschauer die 182 Oberligaspiele, das ergibt einen Schnitt von 10.066 Zuschauern pro Spiel. Den höchsten Zuschauerschnitt verzeichnete der Meister aus Karl-Marx-Stadt mit 22.538, vor Dynamo Dresden (20.538). Am wenigsten Zuschauer kamen zu den Spielen vom Absteiger BFC Dynamo (4.538). Dagegen hatte der zweite Absteiger Wismut Gera einen höheren Zuschauerzuspruch (7.577) als die weitaus besser platzierten Mannschaft von Jena, Stendal und Vorwärts. Das Spiel zwischen dem FCK und Dynamo Dresden am sechsten Spieltag war mit 45.000 Besuchern im Ernst-Thälmann-Stadion am besten besucht.
| Mannschaft               | {\displaystyle \varnothing } Zuschauer |
| ------------------------ | -------------------------------------- |
| BSG Wismut Aue           | 8.308                                  |
| Berliner FC Dynamo       | 4.538                                  |
| 1. FC Union Berlin       | 8.038                                  |
| FC Vorwärts Berlin       | 7.356                                  |
| SG Dynamo Dresden        | 20.538                                 |
| BSG Wismut Gera          | 7.577                                  |
| Hallescher FC Chemie     | 11.462                                 |
| FC Carl Zeiss Jena       | 6.385                                  |
| FC Karl-Marx-Stadt       | 22.538                                 |
| BSG Chemie Leipzig       | 11.538                                 |
| 1. FC Lokomotive Leipzig | 9.000                                  |
| FC Hansa Rostock         | 9.538                                  |
| BSG Lokomotive Stendal   | 5.631                                  |
| BSG Motor Zwickau        | 9.308                                  |

## Fußballer des Jahres
Nach der Saison wurde Dieter Erler vom FC Karl-Marx-Stadt zum ersten Mal als Fußballer des Jahres 1967 ausgezeichnet. Erler war als Mannschaftskapitän maßgeblich am überraschenden Gewinn der Meisterschaft beteiligt und bereits in den beiden Vorjahren jeweils Zweiter bei der Wahl geworden. Henning Frenzel vom 1. FC Lok Leipzig landete auf Rang zwei, während Otto Fräßdorf vom FC Vorwärts Berlin auf Platz drei gewählt wurde.

## FDGB-Pokal
Der FDGB-Pokal wurde in dieser Spielzeit von der BSG Motor Zwickau gewonnen. Unterlegener Finalist war der FC Hansa Rostock, der zuvor den späteren Meister Karl-Marx-Stadt und den amtierenden Meister Vorwärts Berlin besiegt hatte. Erneut fand das Finale noch während der laufenden Oberliga-Saison statt. Der Pokalverteidiger Chemie Leipzig war bereits in der zweiten Runde am Zweitligisten Vorwärts Meiningen gescheitert.

## Internationale Wettbewerbe
Im Europapokal kamen alle DDR-Vertreter über ihre ersten Gegner hinaus. Vorwärts Berlin und Chemie Leipzig unterlagen aber bereits in der nächsten Runde (Berlin im Europapokal der Landesmeister Górnik Zabrze, Leipzig im Europapokal der Pokalsieger Standard Lüttich). Lediglich Lokomotive Leipzig hielt sich länger im Wettbewerb und unterlag im Messestädte-Pokal erst im Viertelfinale dem FC Kilmarnock. Zuvor hatte Lok das europäische Spitzenteam von Benfica Lissabon im Achtelfinale besiegt. Im letztmals ausgetragenen International Football Cup waren mit Vorwärts Berlin, Carl Zeiss Jena, Lokomotive Leipzig, Hansa Rostock und Dynamo Dresden gleich fünf ostdeutsche Mannschaften vertreten. Dabei kam es in den Vorrundengruppen auch zu Duellen mit westdeutschen Mannschaften (Rostock gegen den Karlsruher SC, Jena gegen Eintracht Braunschweig und Berlin gegen Borussia Neunkirchen). Keine der DDR-Mannschaften schaffte es in die nächste Runde.